# 梅济耶尔 (弗里堡州)
梅濟耶爾（法語：Mézières，法語發音：[mezjɛʁ] ⓘ，法兰克-普罗旺斯语發音：[meˈʒiʁ(ə)] ⓘ）是瑞士弗里堡州的一个市镇。该市镇总面积为9.19平方千米，截至2018年12月31日总人口为1,045人。